# Satzperiode
Die Periode (altgriechisch περίοδος periodos, deutsch ‚Umgang‘, ‚Kreislauf‘) ist in der Rhetorik und Stilistik ein aus mehreren Teilsätzen hypotaktisch gebautes komplexes Satzgefüge. In der antiken Rhetorik wurde die Periode in syntaktisch selbständige Kola gegliedert, die Kola wiederum in Kommata. Heute wird die Satzperiode in Teilsätze untergliedert, wobei Haupt- und Nebensätze unterschieden werden. Über die grammatische Struktur hinaus war maßgebliches Kennzeichen der Periode, dass ihr Bau und der sprachliche Rhythmus die kunstvolle und angemessene Form einer geschlossenen Sinneinheit bildete. Aristoteles definierte die Periode als

„einen Gedanken, der an und für sich genommen Anfang und Ende und einen wohlübersehbaren Umfang hat.“

Neben der Sinneinheit waren Übersichtlichkeit, Konzinnität, Ausgewogenheit und Wohllaut notwendig zu erfüllende Bedingungen der Periode.
Die einfache Periode ist zweigliedrig und besteht aus zwei Haupt- oder einem Haupt- und einem Nebensatz, wobei der Vordersatz (Protasis) Spannung schafft, die der Nachsatz (Apodosis) wieder löst. Diese Grundform folgt häufig syntaktischen Mustern der Form „wie … so …“, „zwar … aber …“, „wenn … dann …“ etc. Werden weitere Teilsätze in diese Grundform eingebaut, so entsteht die zusammengesetzte Periode, wobei man unterscheidet, ob der Hauptsatz am Anfang steht (sinkende Periode), oder ob die Periode auf den Schluss hin komponiert ist, wo der zentrale Punkt im Hauptsatz formuliert wird (steigende Periode). Diese häufigere Form entspricht auch mehr dem antiken Verständnis, das der Wortherkunft „Kreislauf“ entspricht, demzufolge erst der letzte, abschließende Teil den Kreis schließt und bis dahin die Gedankenausführung nicht vollständig ist.
Schließlich noch spricht man von historischer Periode, bei einem Satzgefüge, das eine Begebenheit in allen zu berichtenden Umständen und Einzelheiten erfasst, und von oratorischer Periode (lateinisch orator ‚Redner‘) bei Gefügen bzw. Satzgruppen, die einen Gedanken in allen Aspekten zu einer Einheit zusammengefasst wiedergeben.
Als Meister der kunstvollen Periode gelten in der Antike vor allem Cicero und im Deutschen Thomas Mann und Heinrich von Kleist. Aus dessen Michael Kohlhaas stammt das folgende Beispiel:

„Kaum hatte ich von diesem Standpunkt aus, mit völliger Freiheit der Aussicht, die Herrschaften und das Weib, das auf dem Schemel vor ihnen saß und etwas aufzukritzeln schien, erblickt: da steht sie plötzlich auf ihre Krücken gelehnt, indem sie sich im Volk umsieht, auf; faßt mich, der nie ein Wort mit ihr wechselte, noch ihrer Wissenschaft Zeit seines Lebens begehrte, ins Auge; drängt sich durch den ganzen dichten Auflauf der Menschen zu mir heran und spricht: ›da! wenn es der Herr wissen will, so mag er dich danach fragen!‹“

Von der Periode in der Rhetorik ist zu unterscheiden der davon abgeleitete Begriff der metrischen Periode in der Verslehre.